# Bukit Merah
Bukit Merah est une zone de développement urbain et une ville nouvelle de Singapour située en Région centrale.